# Terry Wolverton
Terry Wolverton (Platja de Cacao, Florida, 1954) és una novel·lista, poeta i editora nord-americana.

## Infància
La seua infantesa a Detroit (Michigan) estigué influenciada per la seua àvia, Elsa Mae Miller, professora d'anglés, que li despertà l'estima per la llengua, la música i la poesia. El 1972 obté el grau d'Arts Escèniques en la Cass Technical High School.
Wolverton estudia el BFA Theatre Program en la Universitat de Detroit. El 1973 es trasllada a la Universitat de Toronto, on estudia teatre, psicologia i estudis de gènere.
Wolverton col·laborà amb Sagaris, un institut independent per a l'estudi de teoria política feminista, el 1975. Més tard es matriculà en Thomas Jefferson College, una escola experimental situada en el Grand Valley State Colleges (Michigan), i participà en el programa feminista Women, World, and Wonder Program.

## Carrera
El 1976 Wolverton es trasllada a Los Angeles i es matricula en el Feminist Studio Workshop, on roman durant tretze anys. A més a més d'escriure i actuar, col·labora en el Lesbian Art Project d'Incest Awareness Project, el Great American Lesbian Art Show (GALES), un projecte anomenat "An Oral Herstory of Lesbianism" i en el grup White Women's Anti-Racism Consciousness-Raising. Entre 1987 i 1988 col·labora en organitzacions no lucratives com a directora executiva.
Wolverton ha estat professora d'interpretació i escriptura creativa des del 1977. El 1986 realitza un programa d'escriptura en el Connexxus/Centre de dones i el 1988 engega un altre programa en el Centre per a Gais i Lesbianes de Los Angeles, on ensenya fins al 1997. Als seus tallers assistí Gil Cuadros, un poeta mexicanoestatunidenc molt famós. Cuadros assistí als seus tallers d'escriptura per a persones amb VIH i fou gràcies a Wolverton que Gil Cuadros trobà una eixida creativa per a ell i el seu amant, John Edward Milosch, que morí de SIDA el 1987. Anys després, Cuadros publicà el seu únic llibre de ficció, Ciutat de Déu (1994).
El 1997, Wolverton funda Writers at Work, un centre d'escriptura creativa on continua ensenyant ficció i assessorant escriptores.
Des del 2000 és també instructora de ioga Kundaliní.

## Obres
Com a autora
- Black Eslip, Clothespin Fever Press, 1992, ISBN 1878533053 (poesia)
- Bailey's Beads, Faber & Faber, 1996, ISBN 9780571198917 (novel·la)
- Mystery Bruise, Xarxa Hen Press, 1999, ISBN 9781888996142 (poesia)
- Insurgent Muse: Life and Art at the Woman's Building.  City Lights Books, 2002. ISBN 9780872864030.
- Terry Wolverton Greatest Hits.  Pudding House Publications, 2002. ISBN 9781589980631.
- Embers: A Novell in Poems, Xarxa Hen Press, 2003, ISBN 9781888996722
- Shadow and Praise, Main Street Rag Publishing Company, 2007, ISBN 9781599480572 (poesia)
- The Labrys Reunion Spinsters Ink, 2009, ISBN 9781935226024 (novel·la)
- Breath and other stories, Silverton Books, 2012, ISBN 9780962952869
- "Stealing Angel" Spinsters Ink, 2011, ASIN: B00DFOYN4C (novel·la)
- "Wounded World: lyric essays about our spiritual disquiet", with photographs by Yvonne M. Estrada, Create Space Independent Publishing, 2013 ISBN 1481027905

Com a editora
- Blood Whispers: L. A. Writers on AIDS Silverton Books (vol 1, 1991, ISBN 096295280X; vol 2, 1994, ISBN 096295280X )
- Mischief, Caprice, and Other Poetic Strategies (poesia) (2004)
- From Site to Vision: the Woman’s Building in Contemporary Culture, e-book (2007)

Coedició amb Benjamin Weissman
- Los Angeles Festival and Beyond Baroque, Harbinger (1990)

Coedició amb Robert Drake
- Indivisible: New Short Fiction by West Coast Gay and Lesbian Writers Plume Books 1991, ISBN 0452266769
- Hers: Brilliant New Fiction by Lesbian Writers Faber & Faber Incorporated, 1995, ISBN 0571198678
- His: Brilliant New Fiction by Gay Writers Faber & Faber Incorporated, 1995, ISBN 057119866X
- Hers 2 and His 2 Faber & Faber, Incorporated, 1997, ISBN 9780571199099
- Hers 3 and His 3 Faber & Faber, Incorporated, 1999, ISBN 9780571199631
- Circa 2000: Gay Fiction at the Millennium Alyson Books 2000, ISBN 1555835171
- Circa 2000: Lesbian Fiction at the Millennium Alyson Books 2000, ISBN 155583518X
- "Catena: poem sèries by members of the Women's Poetry Project", Silverton Books, 2003, ISBN 0962952842

### Altres
- Introducció a From Site to Vision: the Woman’s Building in Contemporary Culture, e-book (2007)

El 2007 Wolverton organitzà "The Future of Publishing", un laboratori d'idees que aplegà professionals del sector editorial cercant estratègies per a arribar a més lectors i lectores. A més dels debats, es feren tallers, una enquesta als lectors i es compilà un directori en línia de recursos literaris en el comtat de Los Angeles. Aquest any entrà com a professora afiliada a l'Antioch University de Los Angeles.
El 2011 publica From Site to Vision: the Woman's Building in Contemporary Culture, editat amb Sondra Hale.
A més, Wolverton treballà amb el compositor de jazz David Ornette Cherry per a adaptar la seua novel·la Embers a òpera.

## Premis i reconeixements
El 1997 fou finalista del Premi Stonewall en la categoria de Literatura. Insurgent Muse: Life and Art at the Woman's Building, unes memòries publicades al 2002 per City Lights Books, fou reconegut com un dels millors llibres de 2002 per Los Angeles Times i guanyà el Publishing Triangle el 2003, el Premi Judy Grahn i fou finalista del Premi Literari Lambda. La seua novel·la Embers quedà finalista del PEN USA Litfest Poetry Award i del Lambda Book Award.